# Окулярник великий
Окулярник великий (Zosterops inornatus) — вид горобцеподібних птахів родини окулярникових (Zosteropidae). Ендемік Нової Каледонії.

## Опис
Довжина птаха становить 15 см. Самці важать 22,9-25,8 г, самиці 20-23,8 г. Верхня частина тіла оливково-зелена, подекуди сіра або коричнювата. Горло і груди зелені, нижня частина грудей сірувата, боки охристі, живіт білуватий, гузка жовта, лапи жовтувато-тілесні. Навколо очей вузькі білі кільця.

## Поширення і екологія
Великі окулярники є ендеміками острова Ліфу в архіпелазі Луайоте. Вони живуть в рівнинних тропічних лісах.

## Поведінка
Великі окулярники харчуються безхребетними, плодами, ягодами і насінням. Сезон розмноження триває з листопада по січень. В кладці 2 яйця.